# Chorisoneura cistelina
Chorisoneura cistelina es una especie de cucaracha del género Chorisoneura, familia Ectobiidae. Fue descrita científicamente por Walker en 1868.
Habita en Surinam, Guayana Francesa y Brasil.